# بيرسي قالبرايث
بيرسي قالبرايث هو لاعب هوكي الجليد كندي، ولد في 5 ديسمبر 1898 في تورونتو في كندا، وتوفي في 19 يونيو 1961.

## وصلات خارجية
- بيرسي قالبرايث على موقع دوري الهوكي الوطني (الإنجليزية)
- بيرسي قالبرايث على موقع قاعة مشاهير الهوكي (لاعب أن.إتش.أل) (الإنجليزية)
- بيرسي قالبرايث على موقع EliteProspects.com (الإنجليزية)
- بيرسي قالبرايث على موقع HockeyDB.com (الإنجليزية)
- بيرسي قالبرايث على موقع Hockey-Reference.com (الإنجليزية)